# Christian Ponder
(en) Statistiques sur pro-football-reference
Christian Ponder, né le 25 février 1988 à Dallas dans le Texas, est un joueur américain de football américain évoluant au poste de quarterback.
Il a évolué de 2011 à 2015 au sein de l'équipe des Vikings du Minnesota en NFL. Il a également été membre des Broncos de Denver et des 49ers de San Francisco, mais n'a pas joué de match avec ces équipes.

## Biographie

### Carrière universitaire avec les Seminoles de Florida State
Fils de David Ponder qui a évolué au poste de linebacker au sein de l'équipe universitaire des Seminoles de Florida State de 1980 à 1983, Christian Ponder a rejoint cette même équipe au début de sa carrière universitaire en 2006. En 2008, il est choisi comme titulaire au poste de quarterback. Il joue jusqu'en 2011 sous les couleurs des Seminoles de Florida State, récoltant de nombreux éloges de la part des médias et de la presse spécialisée qui le considère comme l'un des grands espoirs pour la NFL. 

### Avec les Vikings du Minnesota
En 2011, il est drafté à la 12e place par les Vikings du Minnesota. Il fait ses débuts dans le dernier quart temps du match contre les Bears de Chicago le 6 octobre 2011, remplaçant Donovan McNabb et s'installe dès le match suivant comme premier choix au poste de quarterback. Lors de cette première saison, il s'illustre contre les Denver Broncos en réussissant à compléter 381 yards à la passe, ce qui reste un record pour un rookie. 
La saison suivante est plus compliquée. Si Christian Ponder s'illustre et récolte les éloges de la presse lors de victoires contre les 49ers de San Francisco, les Rams de Saint-Louis ou les Texans de Houston,, il est aussi critiqué pour son inconstance, son nombre trop élevée de passes interceptées et son taux de passes réussis assez faible. 
Lors du dernier match de la saison régulière, les Vikings du Minnesota ont la possibilité d'obtenir une wild card pour les play-offs s'ils battent les Packers de Green Bay. Lors de ce match remporté par les Vikings, Ponder inscrit trois touchdowns dont le dernier à 65 yards pour Jarius Wright et obtient le plus haut classement de sa carrière en quarterback: 120.2. Néanmoins, touché au triceps, il ne peut disputer le premier tour des play-offs six jours plus tard de nouveau contre les Packers de Green Bay. Les Vikings du Minnesota s'inclinent 10-24. 
En 2013, les performances de Christian Ponder sont beaucoup plus contestées. Les Vikings perdent leurs trois premiers matchs, notamment en raison des mauvaises performances de Ponder, qui est critiqué par une partie des supporters. Une blessure aux côtes l'empêche d'être aligné lors du quatrième match de la saison contre les Steelers de Pittsburgh, et c'est Matt Cassel qui est titularisé. C'est avec lui au poste de quarterback que les Vikings remportent leur premier match de la saison. 
Matt Cassel n'étant pas considéré comme fiable, le club signe Josh Freeman qui est annoncé désormais annoncé comme le titulaire pour le reste de la saison. En raison de la médiocre performance de ce dernier lors de son unique match contre les Giants de New York, Ponder revient en grâce et montre un jeu plus consistant. Mais une nouvelle blessure le pousse de nouveau hors des terrains et il est remplacé lors des quatre derniers matchs de la saison par Matt Cassel. 
En 2014, le quarterback Teddy Bridgewater est drafté par les Vikings du Minnesota, ce qui signifie que Ponder est désormais en troisième position dans la liste à ce poste, Matt Cassel étant premier. Après trois matchs, Cassel est placé dans la réserve à cause d'une blessure, Ponder remonte en seconde position et Bridgewater est nommé premier choix jusqu'à la fin de la saison. Ponder joue peu lors de cette saison, remplaçant sans convaincre Bridgewater  lorsqu'il est blessé. À la fin de la saison, son contrat n'est pas renouvelé et il devient un agent libre.

### Agent libre
Le 13 mars 2015, il s'engage avec les Raiders d'Oakland et participe aux matchs de présaison. Il n'est cependant pas retenu pour participer à la saison régulière. En novembre 2015, il est engagé par les Broncos de Denver pour remplacer Peyton Manning, alors blessé, mais il n'est finalement pas retenu.

## Statistiques
| Année              | Équipe               | MJ                 |         | Passes   | Passes | Passes | Passes | Passes | Passes | Passes  |       | Courses | Courses | Courses | Courses |
| Année              | Équipe               | MJ                 | Tentées | Réussies | Pct.   | Yards  | TD     | Int.   | Éval.  | Tentées | Yards | Moy.    | TD      |         |         |
| 2011               | Vikings du Minnesota | 11                 | 291     | 158      | 54,3   | 1 853  | 13     | 13     | 70,1   | 28      | 219   | 7,8     | 0       |         |         |
| 2012               | Vikings du Minnesota | 16                 | 483     | 300      | 62,1   | 2 935  | 18     | 12     | 81,2   | 60      | 253   | 4,2     | 2       |         |         |
| 2013               | Vikings du Minnesota | 9                  | 239     | 152      | 63,6   | 1 648  | 7      | 9      | 77,9   | 34      | 151   | 4,4     | 4       |         |         |
| 2014               | Vikings du Minnesota | 2                  | 44      | 22       | 50,0   | 222    | 0      | 2      | 45,8   | 4       | 16    | 4,0     | 1       |         |         |
| Totaux en carrière | Totaux en carrière   | Totaux en carrière | 1 057   | 632      | 59,8   | 6 658  | 38     | 36     | 75,9   | 126     | 639   | 5,1     | 7       |         |         |